# تغییرات دولت دوم روحانی در ۱۳۹۷
دولت دوم حسن روحانی که دوازدهمین دولت در تاریخ جمهوری اسلامی ایران است، در سال ۱۳۹۷ دچار تغییرات دولتی بسیاری شد، عمدهٔ این تغییرات نیز در مقیاس کشوری صورت گرفتند. یکی از دلایل مهم این تغییرات، خروج آمریکا از برجام بود که یکی از برنامه‌های اساسی حسن روحانی برای ریاست جمهوری بود؛ با این اقدام ترامپ، دولت ایران برای سازگاری بیشتر با وضعیت سیاسی کشور، اصلاحاتی را در ترکیب خود انجام داد. البته تعدادی از مناصب نیز به علل دیگری از جمله قانون منع به‌کارگیری بازنشستگان یا کناره‌گیری جابجا شدند.

## مسئولین کشوری

### وزیران
| پیشین                  | عنوان                            | پسین (موقت)           | پسین (رسمی)     |
| مسعود کرباسیان         | وزیر امور اقتصادی و دارایی       | سید رحمت‌الله اکرمی    | فرهاد دژپسند    |
| سید حسن قاضی‌زاده هاشمی | وزیر بهداشت، درمان و آموزش پزشکی | سعید نمکی             | سعید نمکی       |
| علی ربیعی              | وزیر تعاون، کار و رفاه اجتماعی   | انوشیروان محسنی بندپی | محمد شریعتمداری |
| عباس آخوندی            | وزیر راه و شهرسازی               | محمد اسلامی           | محمد اسلامی     |
| محمد شریعتمداری        | وزیر صنعت، معدن و تجارت          | رضا رحمانی            | رضا رحمانی      |
| ---------------------- | -------------------------------- | --------------------- | --------------- |

### سازمان‌ها
| پیشین              | عنوان                                      | پسین (موقت)                         | پسین (رسمی)     |
| سید اصغر میرجعفری  | رئیس ساحفاودجا                             | مجید خادمی                          | مجید خادمی      |
| علی محمدی سیرت     | رئیس سازمان اوقاف و امور خیریه             | سید مهدی خاموشی                     | سید مهدی خاموشی |
| فتح‌الله مضطرزاده   | رئیس سازمان پژوهش‌های علمی و صنعتی          | علیرضا عشوری                        | علیرضا عشوری    |
| اسکندر زند         | رئیس سازمان تحقیقات، آموزش و ترویج کشاورزی | کاظم خاوازی                         | کاظم خاوازی     |
| حمید محمدی         | رئیس سازمان حج و زیارت                     | علیرضا رشیدیان                      | علیرضا رشیدیان  |
| محمدمهدی حیدریان   | رئیس سازمان سینمایی                        | حسین انتظامی                        | حسین انتظامی    |
| رسول سراییان       | رئیس سازمان فناوری اطلاعات                 | امیر ناظمی آشنی                     | امیر ناظمی آشنی |
| داود پرهیزگار      | رئیس سازمان هواشناسی                       | سحر تاج‌بخش                          | سحر تاج‌بخش      |
| ولی‌الله سیف        | رئیس‌کل بانک مرکزی                          | عبدالناصر همتی                      | عبدالناصر همتی  |
| عبدالناصر همتی     | رئیس‌کل بیمه مرکزی                          | غلامرضا سلیمانی                     | غلامرضا سلیمانی |
| سید کامل تقوی‌نژاد  | رئیس‌کل سازمان امور مالیاتی                 | محمدقاسم پناهی                      | امیدعلی پارسا   |
| مجتبی خسروتاج      | رئیس‌کل سازمان توسعه تجارت                  | محمدرضا مودودی                      | حمید زادبوم     |
| فرود عسگری         | رئیس‌کل گمرک                                | مهدی میراشرفی                       | مهدی میراشرفی   |
| سید محمدتقی نوربخش | مدیرعامل سازمان تأمین اجتماعی              | انوشیروان محسنی بندپی و محمدحسن زدا | مصطفی سالاری    |
| صادق نجفی          | مدیرعامل سازمان صنایع کوچک و شهرک‌های صنعتی | محسن صالحی‌نیا                       | محسن صالحی‌نیا   |
| ------------------ | ------------------------------------------ | ----------------------------------- | --------------- |

### دستیاران و مشاوران دولت
| پیشین                | عنوان                                                    | پسین         |
| مسعود نیلی           | دستیار امور اقتصادی                                      | انحلال       |
| شهیندخت مولاوردی     | دستیار امور حقوق شهروندی                                 | انحلال       |
| علی یونسی            | مشاور امور اقوام و اقلیت‌های مذهبی                        | انحلال       |
| ایجاد                | مشاور امور پولی و بانکی                                  | ولی‌الله سیف  |
| اکبر ترکان           | مشاور امور هماهنگی نوسازی بافت‌های فرسوده و ناپایدار شهری | انحلال       |
| عبدالرضا رحمانی فضلی | دبیرکل ستاد مبارزه با مواد مخدر                          | اسکندر مؤمنی |
| -------------------- | -------------------------------------------------------- | ------------ |

## مسئولین استانی
| پیشین                | عنوان                      | پسین (موقت)       | پسین (رسمی)           |
| مجید خدابخش          | استاندار آذربایجان شرقی    | جواد رحمتی        | محمدرضا پورمحمدی      |
| محمدعلی نجفی         | استاندار البرز             | عزیزالله شهبازی   | عزیزالله شهبازی       |
| محسن مهرعلیزاده      | استاندار اصفهان            | محمدعلی شجاعی     | عباس رضایی            |
| محمدحسین مقیمی       | استاندار تهران             | شکرالله حسن‌بیگی   | انوشیروان محسنی بندپی |
| محمدمهدی مروج‌الشریعه | استاندار خراسان جنوبی      | مشیرالحق عابدی    | محمدصادق معتمدیان     |
| علیرضا رشیدیان       | استاندار خراسان رضوی       | قربان میرزایی     | علیرضا رزم‌حسینی       |
| محمدرضا خباز         | استاندار خراسان شمالی      | مجید پورعیسی      | محمدعلی شجاعی         |
| اسدالله درویش امیری  | استاندار زنجان             | فتح‌الله حقیقی     | فتح‌الله حقیقی         |
| سید شهاب‌الدین چاوشی  | استاندار سمنان             | سعید ناجی         | علیرضا آشناگر         |
| دانیال محبی          | استاندار سیستان و بلوچستان | احمدعلی موهبتی    | احمدعلی موهبتی        |
| اسماعیل تبادار       | استاندار فارس              | یدالله رحمانی     | عنایت‌الله رحیمی       |
| سید مهدی صادقی       | استاندار قم                | سید محمدرضا هاشمی | بهرام سرمست           |
| علیرضا رزم‌حسینی      | استاندار کرمان             | محمدجواد فدایی    | محمدجواد فدایی        |
| محمد اسلامی          | استاندار مازندران          | احمد حسین‌زادگان   | احمد حسین‌زادگان       |
| محمدناصر نیکبخت      | استاندار همدان             | سید سعید شاهرخی   | سید سعید شاهرخی       |
| محمود زمانی قمی      | استاندار یزد               | محمدعلی طالبی     | محمدعلی طالبی         |
| -------------------- | -------------------------- | ----------------- | --------------------- |